# 江民炸弹事件
江民炸弹事件，是北京江民新技术有限公司在其推出的杀毒软件KV300L++上装载的邏輯炸彈。

KV300 L++运行截图

触发逻辑炸弹时被Award BIOS防病毒机制拦截时的画面

## 简介
1997年6月24日，王江民在其网站主页上发布了北京江民新技术有限公司（下称“江民公司”）的杀毒软件KV300的最新版本KV300L++内含逻辑炸弹。该逻辑炸弹会在盗版使用者使用“中国毒岛论坛”提供的解密匙复制盗版盘时启动，锁死盗版者的电脑硬盘导致电脑停止工作，硬盘数据无法使用。
1997年7月23日，北京北信源自动化技术有限公司、北京华美星际科技发展有限责任公司、北京瑞星电脑科技开发公司、河南省经纬软件有限公司、四川蓝剑科技服务公司等计算机反病毒公司在北京召开新闻发布会，声称江民公司推出的KV300L++含有“逻辑炸弹”，盗版使用者升级到这一版本会对计算机系统进行破坏，造成数据丢失、无法开机等现象。
1997年7月24日，江民公司对五厂商的“联合声明”表示这是“不正当的侵权行为”，并在各专业计算机媒体登载“严正声明”，称KV300L++版装载的不是反病毒厂商所说的“逻辑炸弹”而是“逻辑锁”，被锁定的硬盘数据不会被破坏，而正版使用者不会被锁定。解锁方式是盗版使用者向北京江民新技术有限公司总部承认盗版行为，经江民公司向有关部门登记备案后有利于追查盗版窝点，就能获得解锁条件恢复硬盘工作。王江民称江民炸弹一度致使盗版活动受阻，一些盗版使用者向江民公司承认盗版经过，以换取解锁条件。

## 处罚
1997年9月1日，北京市公安局计算机安全监察司负责人在公安部召开新闻发布会称：鉴定证实KV300L++网上升级版中有破坏计算机功能的子程序，江民公司违反《中华人民共和国计算机信息系统安全保护条例》的规定。
1997年9月8日，北京市公安局计算机安全监察司认定江民公司违反中国大陆《中华人民共和国计算机信息系统安全保护条例》第23条，属于故意输入有害数据，危害信息系统安全，对江民公司做出罚款3000元的决定。

## 评论
《北京科技报》在1997年8月18日《民营产业》专版刊登《王江民与KV300现象》，称：“KV300这种以攻为守的反盗版措施，既保护了购买正版消费者的利润和KV300的知识产权，又打击了盗版者，可谓一箭双雕。王江民与他的KV300现象，对于我国目前绝大多数的小型软件开发商来说，是一个宝贵的启迪，或许是小型软件开发商通往成功之路的一条捷径。”

## 註解
1. ↑  中国毒岛论坛提供下载中国大陆反病毒软件的密钥盘的制作工具
2. ↑  《中华人民共和国计算机信息系统安全保护条例》第23条规定：“故意输入计算机病毒以及其他有害数据危害计算机信息系统安全的，或者未经许可出售计算机信息系统安全专用产品的，由公安机关处以警告或者对个人处以5000元以下的罚款、对单位处以15000元以下的罚款；有违法所得的，除予以没收外，可以处以违法所得1至3倍的罚款”。